# Hurt (canção de Christina Aguilera)
"Hurt" é uma canção gravada pela cantora norte-americana Christina Aguilera para seu quinto álbum de estúdio Back to Basics (2006). Foi composta pela própria juntamente com Mark Ronson e Linda Perry, com esta última ficando também encarregue da produção e arranjos. Embora Aguilera tenha inicialmente anunciado "Candyman", a distribuidora fonográfica RCA decidiu distribuir "Hurt" como o segundo single do projeto, enviando a canção às principais estações rádio norte-americanas a partir de 17 de setembro de 2006. Musicalmente, "Hurt" é uma obra do gênero musical pop cujo conteúdo lírico aborda a perda de um ente querido, inspirada pela morte então recente do pai de Perry.
Após seu lançamento, a obra recebeu opiniões mistas pelos críticos especialistas em música, com vários elogios sendo atribuídos ao desempenho vocal da artista, bem como à produção; todavia, houve resenhistas que descreveram a obra como "melodramática" e "exagerada". Comercialmente, o tema alcançou um sucesso moderado em mercados musicais europeus, inclusive a Suíça, onde alcançou o topo da tabela musical de singles e recebeu o certificado de disco de ouro pela Federação Internacional da Indústria Fonográfica (FIIF). Nos Estados Unidos, alcançou o topo da tabela musical de música de dança e também recebeu o certificado de disco de ouro pela Recording Industry Association of America (RIAA).
Um vídeo musical para o single foi gravado sob direção artística de Floria Sigismondi e co-direção de Aguilera em setembro de 2006. Editado em preto-e-branco e inspirado nas décadas de 1930 e 1940, o vídeo apresenta a intérprete assumindo o papel de uma artista de circo que mostra mais interesse pelo seu estrelato do que pelo seu pai, mas tudo muda após a morte do mesmo. O teledisco foi recebido com opiniões positivas pela crítica e recebeu uma indicação na categoria de "Vídeo do Ano" dos prémios Juno. A fim de promover a faixa, a cantora interpretou-a ao vivo por diversas vezes, inclusive na cerimônia dos prêmios de vídeos musicais da MTV de 2006.
Em 2008, "Hurt" foi inclusa no alinhamento de faixas de Keeps Gettin' Better: A Decade of Hits, álbum de grandes êxitos de Aguilera.

## Antecedentes e lançamento

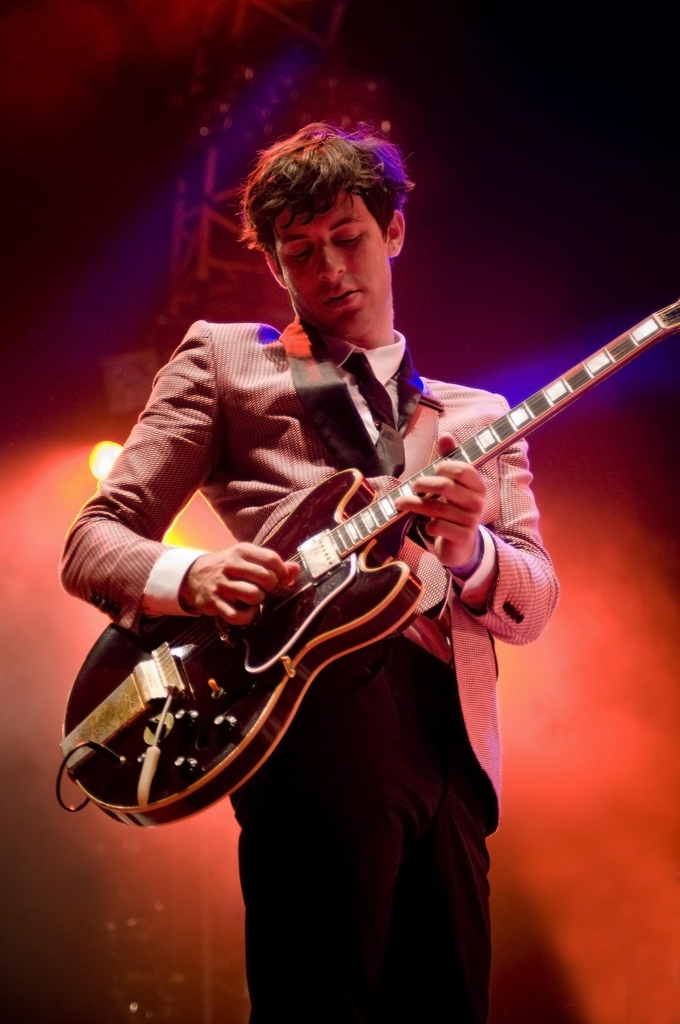
Mark Ronson (foto) e Aguilera concluíram "Hurt" reescrevendo algumas letras, que teve sua ideia iniciada por Linda Perry.

Após o término dos trabalhos do bem sucedido quarto trabalho de estúdio, Stripped (2002), Aguilera decidiu incorporar estilos musicais populares durante as décadas de 1930 e 1940 em seu álbum de estúdio seguinte, inspirando-se em ídolos como Billie Holiday, Otis Redding, Etta James e Ella Fitzgerald, comentando que queria ser identificada como uma visionária entre as produções de cada um dos seus projetos. Então, enviou cartas a vários produtores que achou que poderiam ajudá-la com a direção que desejava seguir no álbum, incentivando-os a experimentar, reinventar e criar um material soul moderno. O resultado final dos trabalhos culminou em Back to Basics, lançado em agosto de 2006 e composto por dois discos. No primeiro, a cantora decidiu trabalhar com produtores "mais orientados para batidas", como DJ Premier e Mark Ronson, com grande parte das faixas produzidas por si contendo amostras. O segundo disco é composto principalmente por trabalhos realizados entre Aguilera e Linda Perry, colaboradora de longa data da artista que ainda ficou encarregue de toda a produção e arranjos desse disco. A ideia para o conteúdo do tema surgiu quando Aguilera expressou um desejo de cantar sobre a perda de um ente querido e abordou Perry, que desenvolveu a ideia ao lembrar-se de seu pai, que havia falecido há menos de um ano.
"[Christina] veio até mim quando eu estava tocando alguns acordes e disse: 'Eu realmente gostei desses acordes, você pode transformar isso em uma música? Eu quero uma para incluir no meu novo disco e que seja sobre a perda de alguém'. Dentro de mim, eu pensava: 'Você é uma vaca, sabe que perdi meu pai há menos de um ano e agora quer que eu derrame todas as minhas emoções'.
— Linda Perry falando o processo de composição do tema de "Hurt".
"Candyman" havia sido originalmente anunciada como o segundo single de Back to Basics, recebendo confirmação por Aguilera em uma entrevista para a revista Seventeen. Entretanto, a distribuidora fonográfica RCA tomou a decisão de divulgar "Hurt" como o segundo single do projeto por achar que a faixa seria um sucesso comercial de final de ano, tal como "Beautiful" foi em 2002. Como resultado, o tema foi enviado para as principais estações de rádio norte-americanas a partir de 17 de setembro de 2006, sendo comercializada ainda em formas físicas na Alemanha e no Reino Unido em 10 de novembro e 13 de novembro de 2006, respectivamente. Em 21 de novembro de 2006, foi lançado mundialmente um extended play digital com seis remixes para a obra.

## Estilo musical e conteúdo
"Hurt" é uma canção que incorpora elementos de música pop, sendo referida como uma obra musical de balada, com duração de quatro minutos e três segundos (4:03). Gravada nos estúdios The Record Plant em Los Angeles, Califórnia, foi produzida unicamente por Linda Perry, que também auxiliou na sua composição. A instrumentação do tema consiste em baixo, bateria, violoncelo, guitarra e tambores, com a engenharia de áudio tendo sido completada também por Perry, que ainda tocou o piano, audível ao longo de toda a faixa. Peter Moktan foi o responsável pela mixagem, sob auxílio de Seth Waldmann e Sam Hollan. A execução da guitarra foi exercida por Eric Schermerhorn, enquanto Paul III tocou o baixo e completou a instrumentação, com Nathan Wetherington nos tambores. De acordo com alguns críticos, a produção de "Hurt" foi altamente influenciada por "Beautiful" (2002) — produzida e composta unicamente por Perry — notando ainda que "Hurt" tem uma "sintonia pessoal" em especial que a diferencia de "Beautiful".
De acordo com a partitura publicada pela Universal Music Publishing Group, a obra foi composta na tonalidade de Mi menor e definida no compasso de tempo comum com uma dança que se desenvolve no metrônomo de 72 batidas por minuto. Os vocais da cantora vão desde a nota baixa de Sol#3 até à nota alta de Mi5.

## Recepção crítica
| Críticas profissionais | Críticas profissionais |
| Avaliações da crítica  | Avaliações da crítica  |
| Fonte                  | Avaliação              |
| ---------------------- | ---------------------- |
| Billboard              | (positiva)             |
| About.com              | [ 18 ]                 |

Em geral, "Hurt" foi recebida com opiniões mistas pela crítica especialista. Chuck Taylor, para a revista musicalBillboard, aclamou o desempenho vocal da intérprete, afirmando que a produção "exuberante" de "Hurt" serve como "mais uma prova do talento de uma cantora madura, emotiva e poderosa" e que o tema é um forte candidato ao prêmio Grammy. Jody Rosen, para a revista eletrônica Entertainment Weekly, comentou que poucos cantores ousariam cantar uma faixa como "Hurt" e ainda interpretá-la de forma tão convincente, com Rosen notando que a entrega vocal "melodramática" da artista é reminiscente a trabalhos de Barbra Streisand.
Em sua análise para o portal About.com, Bill Lamb atribuiu à faixa a avaliação máxima de cinco estrelas, descrevendo o single como um "clássico instantâneo" que evoca uma impressionante "dor e culpa" que seguem a perda de um ente querido: "'Ain't No Other Man' foi bom, mas é "Hurt" que vai diretamente à lista das melhores canções do ano". Escrevendo para o jornal Newsday, Glenn Gamboa opinou que Back to Basics não se completaria "sem as grandes baladas" como "Hurt", descrita por si como uma obra "realmente dolorosa". Naomi West, para o jornal The Daily Telegraph, achou o tema uma "balada grande", enquanto Dan Gennoe, para o portal Yahoo! Music, viu ela como uma canção feita para "o topo [das paradas]".
Em uma revisão mista para a revista musicOMH, John Murphy notou que apesar de ter uma "letra tocante", "Hurt" é impedida de se tornar "grande" por conta de sua musicalidade dominada por uma seção de acordes "exagerados". Spence D., para o portal britânico IGN, comentou que o tema é um "trabalho infeliz" que "acaba tirando a vida do disco, fazendo-o soar como um projeto genérico de música pop". Sean Daly, para o jornal St. Petersburg Times, afirmou que o segundo disco de Back to Basics soa mais como o "diário de Christina", descrevendo esta faixa específica como "entediante". Judy Faber, para o CBS News, notou que o segundo disco de Back to Basics, bem como com "Hurt" — que ele define como um "tropeço" —, não contém estilos musicais inspirados nos anos 1930 e 1940 como o projeto havia prometido. Jenny Eliscu, para a revista Rolling Stone, descreveu a obra como "melodramática", enquanto Thomas Inskeep, para a Stylus Magazine, opinou que juntamente com "The Right Man", outra faixa do álbum, é uma "balada comum e sem qualquer destaque".

## Vídeo musical
O vídeo musical de "Hurt" foi filmado ao longo de cinco dias em setembro de 2006. Foi dirigido por Floria Sigismondi, que já trabalhara na direção do vídeo musical de "Fighter" (2003), e co-dirigido por Aguilera. Aguilera teve de aprender a fazer acrobacias para que fossem inclusas no vídeo. Por causa da roupa que usava para as filmagens, a intérprete sentiu que iria congelar literalmente devido ao frio no local. No primeiro dia de filmagem, a grande tenda do circo voou por causa do vento, e as gravações tiveram que ser alteradas para outro lugar. O teledisco, cujo tema principal é um circo, estreou em 17 de outubro de 2006 no programa de televisão Total Request Live (TRL), transmitido pelo canal MTV.
"Eu definitivamente já tinha uma história para ele — uma história específica — foi por isso que senti ser importante que eu e ela co-dirigíssemos este vídeo específico, e ela compreendeu tudo. Ela captou a minha visão. Ela [Sigismondi] alcançou o que eu estava a tentar alcançar, e o que ela visiona é incrível, e ela é tão criativa e surpreendente. Não havia nenhum ego envolvido, você me conhece — aquele foi o primeiro vídeo no qual eu realmente assumi o controle e co-dirigi. Eu sempre fui muito opinativa e muito, você sabe, sempre expresso minhas ideias não sei quês nos meus vídeos, mas este foi o primeiro no qual recebi crédito pela co-direção. E ela foi tão maravilhosa e generosa em me ensinar algumas tomadas e sobre os diferentes ângulos de câmara e todas as facetas e detalhes que formam um vídeo, então ela foi incrível e nos divertirmos bastante fazendo isso. [...] E ela é incrível. Eu nem sequer consigo, ela sempre vinha ao estúdio vestindo roupas diferentes relacionadas ao circo, por isso me inspirava e trazia um espírito criativo com o qual realmente gostei de trabalhar, uma mente tão criativa quanto a dela.
— Aguilera falando sobre o desenvolvimento do vídeo musical de "Hurt" e a sua relação com Floria Sigismondi.

No vídeo, Aguilera assume o papel de uma artista de circo popular durante a década de 1960.

Apresentado em preto-e-branco, o vídeo inicia com o final da versão instrumental da faixa "Enter the Circus" e o início de "Welcome". Logo em seguida, um homem com voz dublada por Perry anuncia os destaques do circo. Depois, Aguilera aparece no camarim se preparando até receber flores e, logo em seguida, um telegrama importante que lê: "Informámos a respeito da morte de seu pai no dia 9 de fevereiro de 1967". Uma analepse mostra então a jovem Aguilera (interpretada por Laci Kay) com seu pai (Timothy V. Murphy), naquela ambos estão assistindo a uma apresentação de circo, maravilhados por um artista de funambulismo. Logo após, com o incentivo de seu pai, ela começa a treinar para fazer a mesma arte. Quando o vídeo volta ao presente, mostra Aguilera se apresentando como a artista principal do circo, atuando junto a um elefante, caracterizada ainda como uma equilibrista, enquanto seu pai assiste cada detalhe com adoração na plateia.
Após o término da sua apresentação, ela tenta cumprimentá-lo e lhe dar atenção, mas é afastada por fãs e fotógrafos interessados em lhe conhecer. Por causa do assunto do telegrama, ela se apercebe de que estava muito envolvida com seu estrelato e deixou de lado o que era importante, correndo então para fora do circo em uma tentativa tardia para o encontrar. O videoclipe termina com Aguilera sentada em um picadeiro, cantando a canção e chorando, até reparar uma silhueta de alguém que crê ser seu pai na sua frente, apenas para cair ao chão segurando um presente que havia recebido dele ao se aperceber que o seu pai não regressará mais.
O vídeo musical foi recebido com opiniões positivas por Michael Slezak, da revista eletrônica Entertainment Weekly, que comentou: "Este é um daqueles vídeos no qual todos os detalhes se reúnem perfeitamente, a partir do colar de elefante que Aguilera ganha de seu pai quando jovem, e o guarda até a sua morte, com a câmara girando em torno da história e demonstrando sua verdadeira dor. Melhor ainda, o vídeo, na verdade, dá-me mais vontade de ouvir a música do que ouví-la sozinha.". Na cerimônia de 2007 dos prêmios Juno, o teledisco recebeu uma indicação na categoria "Vídeo do Ano", perdendo para "Bridge to Nowhere" de Sam Roberts.

## Divulgação e outras versões

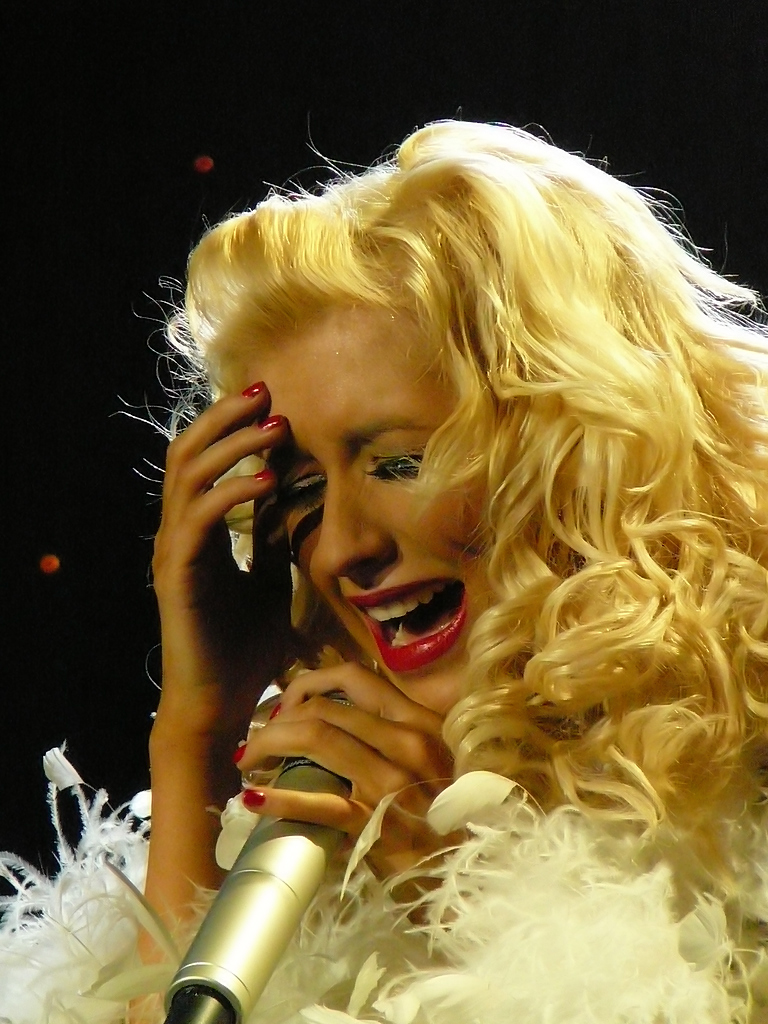
Aguilera cantando "Hurt" na Back to Basics Tour.

Aguilera estreou "Hurt" na cerimônia dos prêmios de vídeos musicais da MTV transmitida em 31 de agosto de 2006. James Montgomery, da MTV News, apontou a apresentação como um momento de destaque do evento. A artista também divulgou a canção durante as celebrações de final do ano, cantando-a no especial de natal Christmas at Rockefeller Center, transmitido pela National Broadcasting Company (NBC) em 29 de novembro de 2006. Enquanto participava do game show alemão Wetten, dass..? em 9 de dezembro do mesmo ano, Aguilera cantou "Hurt", bem como no programa Saturday Night Live. Mais tarde, a canção foi inclusa à lista de faixas da turnê mundial Back to Basics Tour. Nos concertos, ela cantava a obra vestida com uma roupa de plumas desenhada por Roberto Cavalli, enquanto uma lua crescente gigante ia descendo do teto. Seu desempenho nos concertos da turnê foi elogiado por Kalefa Sanneh, do The New York Times, que o descreveu como "tipicamente empolgante". A apresentação da faixa na turnê foi inclusa no DVD Back to Basics: Live and Down Under (2008).
"Hurt" já recebeu diversas versões covers, incluindo por artistas que concorriam em programas de competição. O girl group Hope cantou uma versão da faixa em dezembro de 2007 na sétima temporada do The X Factor. Na temporada seguinte, Jamie Archer também cantou "Hurt" nas audições. Na versão alemã do programa, Mati Gavriel cantou o tema, culminando no seu avanço à semifinal da temporada de estreia do programa, enquanto Monique Simon gravou uma nova versão da música na temporada seguinte. "Hurt" foi também interpretada por Ewelina Lisowska na versão polaca do programa, por Sally Chatfield na versão australiana The X Factor Australia e por Nikki Ponte na versão grega.

## Alinhamento de faixas e formatos
A versão single de "Hurt" contém apenas uma faixa com duração de quatro minutos e três segundos, tendo também sido distribuída em download digital no mundo todo. O CD single de "Hurt" foi lançado mundialmente em setembro de 2006. Em 21 de novembro seguinte, foi lançado um extended play digital contendo seis remixes.
| - Download digital 1. "Hurt" — 4:03 - Download digital — Alemanha 1. "Hurt" – 4:03 2. "Hurt" (Jake Ridley Chillout Mix) – 5:47 3. "Ain't No Other Man" (Shape: UK Mixshow) – 5:24 - CD single — Europa 1. "Hurt" — 4:03 2. "Ain't No Other Man" (Shapeshifters Mixshow Mix) — 5:24 - CD single — Ásia 1. "Hurt" – 4:03 2. "Hurt" (Jake Ridley remix) – 5:47 3. "Ain't No Other Man" (Shapeshifters Mixshow Mix) – 5:24 4. "Ain't No Other Man" (Junior Vasquez Club Mix) (faixa bónus do Japão) – 6:44 - Extended play digital de remixes 1. "Hurt" (Deeper-Mindset Tight Mix) — 7:04 2. "Hurt" (Jack Shaft Main Mix) — 7:02 3. "Hurt" (Chris Cox Club Anthem) — 9:56 4. "Hurt" (JP & BSOD Electro Mix) — 6:01 5. "Hurt" (Jonathan Peters Classic Mix) — 9:30 6. "Hurt" (Jake Ridley Chillout Mix) — 5:47 | - Maxi single — Austrália 1. "Hurt" – 4:03 2. "Hurt" (Jake Ridley remix) – 5:47 3. "Ain't No Other Man" (Shapeshifters Mixshow Mix) – 5:24 4. "Hurt" (vídeo musical) – 4:53 - Maxi-single promocional — América do Norte 1. "Hurt" (Deeper-Mindset Mixshow) – 5:54 2. "Hurt" (Deeper-Mindset Tight Mix) – 7:04 3. "Hurt" (Deeper-Mindset Full On Club Mix) – 9:30 4. "Hurt" (Deeper-Mindset Pad a Pella) – 7:16 5. "Hurt" (J.P. & BSOD Electro Mix) – 6:01 6. "Hurt" (Jack Shaft Mixshow) – 5:41 7. "Hurt" (Jack Shaft Main) – 7:02 8. "Hurt" (Jack Shaft Extended) – 8:30 9. "Hurt" (Jack Shaft Dub) – 6:32 10. "Hurt" (Jack Shaft Dub a Pella) – 1:53 |

## Créditos e pessoal
Os seguintes créditos foram adaptados do encarte do álbum Back to Basics (2006) e do CD single de "Hurt":
- Gravada no The Record Plant, Los Angeles, na Califórnia.
- Christina Aguilera — vocais principais, composição;
- Linda Perry — composição, produção e arranjos, piano, engenharia de áudio;
- Eric Schermerhorn — guitarra;
- Paul III — baixo;
- Nathan Wetherington — tambor;
- Kristofer Kaufman — assistente de engenharia;
- Peter Moktan — mixagem;
  - Seth Waldmann — assistência;
  - Sam Hollan — assistência;

## Desempenho nas tabelas musicais
Nos Estados Unidos, "Hurt" estreou no centésimo posto da Billboard Hot 100 na publicação de 14 de outubro de 2006. Na semana de 16 de dezembro, atingiu o seu pico na décima nona posição, após passar mais de dez semanas na tabela. Na mesma semana, alcançou a liderança da tabela Hot Dance Club Songs, além da décima colocação da Mainstream Top 40. Mais tarde, recebeu o certificado de disco de ouro pela RIAA ao ultrapassar a marca das 500 mil unidades comercializadas no país. Em setembro de 2012 foi revelado que 1 milhão e 187 mil unidades do single já haviam sido comercializadas nos EUA. No Canadá, o single alcançou um máximo de 28 na tabela de singles, recebendo também o certificado de disco de ouro pela Music Canada. Na Europa, "Hurt" alcançou as dez melhores posições nas tabelas musicais de onze países, incluindo a Alemanha, os Países Baixos e ainda a Suíça, onde liderou a tabela de singles, passando mais de quarenta semanas no total, e ainda recebeu o certificado de disco de ouro. No Reino Unido, atingiu um máximo de número onze, posto no qual permaneceu por duas semanas, e recebeu o certificado de disco de prata pela British Phonographic Industry (BPI). Embora lançada quase no final de 2006, "Hurt" conseguiu se posicionar entre as cinquenta canções com melhor desempenho do ano em territórios como a Áustria, Países Baixos e Suíça. No ano seguinte, fez parte da lista das vinte melhores sucedidas na Alemanha, Áustria e Suíça de novo, além de ter recebido o certificado de disco de ouro em mais sete países. Na Austrália, alcançou o seu pico no número nove da tabela de singles e ainda recebeu o certificado de disco de ouro.

### Posições
| País — Tabela musical (2006-07)                       | Posição de pico |
| ----------------------------------------------------- | --------------- |
| Alemanha — Top 100 Singles (GfK Entertainment Charts) | 2               |
| Austrália — ARIA Top 100 Singles Chart                | 9               |
| Áustria — Ö3 Austria Top 40 Singles                   | 2               |
| Bélgica (Flandres) — Ultratop 50 Singles              | 3               |
| Bélgica (Valónia) — Ultratop 50 Singles               | 5               |
| Canadá — Hot 100 (Billboard)                          | 28              |
| Dinamarca — Singles Top-40 (Hitlisten)                | 11              |
| Eslováquia — Rádio Top 100 Oficiálna (IFPI)           | 2               |
| Estados Unidos — Billboard Hot 100                    | 19              |
| Estados Unidos — Mainstream Top 40 (Billboard)        | 10              |
| Estados Unidos — Hot Dance Club Songs (Billboard)     | 1               |
| Finlândia — Suomen virallinen singlelista             | 2               |
| França — Top Singles (SNEP)                           | 3               |
| Grécia — Top 50 Ξένων Aλμπουμ (ΕΕΠΗ)                  | 16              |
| Hungria — Single Top 40 (MAHASZ)                      | 5               |
| Irlanda — Singles Chart (IRMA)                        | 6               |
| Itália — Top Singoli (FIMI)                           | 12              |
| Noruega — Topp 40 Singles (VG-lista)                  | 11              |
| Países Baixos — Nederlandse Top 40                    | 2               |
| Reino Unido — Singles Chart (OCC)                     | 11              |
| República Checa — Rádio Top 100 Oficiální (IFPI)      | 17              |
| Roménia — Romanian Top 100                            | 6               |
| Suécia — Singles Top 100 (Sverigetopplistan)          | 2               |
| Suíça — Singles Top 75 (Schweizer Hitparade)          | 1               |
| Ucrânia — ФДР Україна чартах)                         | 4               |
| País — Tabela musical (2009)                          | Posição de pico |
| Reino Unido — Singles Chart (OCC)                     | 25              |

| País — Tabela musical (2006)                          | Posição |
| ----------------------------------------------------- | ------- |
| Austrália — ARIA Top 100 Singles Chart                | 68      |
| Áustria — Ö3 Austria Top 40 Singles                   | 50      |
| Países Baixos — Nederlandse Top 40                    | 49      |
| Suíça — Singles Top 75 (Schweizer Hitparade)          | 46      |
| Reino Unido — Singles Chart (OCC)                     | 150     |
| País — Tabela musical (2007)                          | Posição |
| Alemanha — Top 100 Singles (GfK Entertainment Charts) | 27      |
| Áustria — Ö3 Austria Top 40 Singles                   | 20      |
| Países Baixos — Nederlandse Top 40                    | 35      |
| Suíça — Singles Top 75 (Schweizer Hitparade)          | 22      |

| Região — Associação (Vendas)               | Certificação |
| ------------------------------------------ | ------------ |
| Alemanha — BVMI (150 mil)                  | Ouro         |
| Austrália — ARIA (35 mil)                  | Ouro         |
| Áustria — IFPI (15 mil)                    | Ouro         |
| Bélgica — BEA (25 mil)                     | Ouro         |
| Canadá — Music Canada (40 mil)             | Ouro         |
| Dinamarca — IFPI (4 mil)                   | Ouro         |
| Estados Unidos — RIAA (1 milhão e 187 mil) | Ouro         |
| França — SNEP (100 mil)                    | Ouro         |
| Reino Unido — BPI (200 mil)                | Prata        |
| Suíça — IFPI (15 mil)                      | Ouro         |